# Álvaro Valera
Álvaro Valera Muñoz-Vargas (Sevilla, 16 de octubre de 1982) es un deportista español que compite en tenis de mesa adaptado. Ganó seis medallas en los Juegos Paralímpicos de Verano entre los años 2000 y 2020.

## Palmarés internacional
| Juegos Paralímpicos | Juegos Paralímpicos     | Juegos Paralímpicos | Juegos Paralímpicos |
| Año                 | Lugar                   | Medalla             | Prueba              |
| ------------------- | ----------------------- | ------------------- | ------------------- |
| 2000                | Sídney (Australia)      | Medalla de oro      | Individual 8        |
| 2008                | Pekín (China)           | Medalla de bronce   | Individual 7        |
| 2012                | Londres (Reino Unido)   | Medalla de plata    | Individual 6        |
| 2012                | Londres (Reino Unido)   | Medalla de plata    | Equipo 6-8          |
| 2016                | Río de Janeiro (Brasil) | Medalla de plata    | Individual 6        |
| 2020                | Tokio (Japón)           | Medalla de bronce   | Equipo 6-7          |